# Asociación de Deportes Acuáticos de Malta
La Asociación de Deportes Acuáticos de Malta es el organismo rector de la natación artística, la natación y el waterpolo en Malta. Está afiliada a la LEN, la FINA y la COMEN. El presidente de la asociación es Karl Izzo, mientras que el secretario general es George Farrugia. Su sede se encuentra en el Complejo Deportivo de Tal-Qroqq, que alberga el Complejo Nacional de Piscinas, ubicado en Tal-Qroqq, Gzira. La asociación cuenta con el patrocinio de Meridianbet, que incluye la organización de una competición nacional de copa bajo su nombre: la Supercopa Meridianbet.

## Historia
Fundada en 1925 como la Asociación de Natación Amateur de Malta, la ASA tuvo como objetivo inicial facilitar la participación de Malta en el waterpolo en los Juegos Olímpicos, inspirada por las ambiciones del entonces gobernador, Lord Plumer. Malta compitió en Berlín en 1936, marcando un hito internacional temprano tanto para el waterpolo como para el atletismo.
Tras su fundación, la ASA se afilió a importantes organismos internacionales como la FINA y la LEN, ampliando así las oportunidades para que los nadadores y jugadores de waterpolo malteses compitieran a nivel mundial. En el año 2000, la organización adoptó oficialmente el nombre de Asociación de Deportes Acuáticos de Malta, con el fin de reflejar de forma más precisa su alcance ampliado en disciplinas como la natación, el waterpolo, la natación artística y las aguas abiertas.
Un momento clave se produjo en 1993, cuando Malta fue sede de los Juegos de los Pequeños Estados de Europa e inauguró el Complejo Nacional de Piscinas de nivel olímpico en Tal-Qroqq, consolidando la infraestructura nacional de los deportes acuáticos.
En la actualidad, la ASA continúa siendo la autoridad nacional en esta área, supervisando la natación, el waterpolo, la natación artística y las disciplinas de aguas abiertas, además de organizar campeonatos nacionales y encuentros internacionales.

## Competiciones
Natación
- Campeonatos Nacionales de Piscina Larga y Piscina Corta

Waterpolo
- Copa Enemed
- Liga de Verano
- Liga de Invierno
- Liga Femenina
- Competiciones por Grupos de Edad